# Lípa republiky (Hanspaulka)
Lípa republiky na Hanspaulce v Praze 6 - Dejvicích roste v ulici Na Hanspaulce v areálu Základní školy.

## Historie
Lípa svobody byla vysazena roku 2018 na připomínku 100. výročí vzniku Československé republiky. Zasadili ji žáci a učitelé Základní školy Hanspaulka.